# Luisa Martel de los Ríos
Luisa Martel de los Ríos (Panamá, enero de 1535-1593) fue una conquistadora, integrante de las familias que emprendieron viajes en las conquistas por América. Fue protagonista de las primeras expediciones que poblaron la ciudad de Córdoba, Argentina; fundada por su esposo Jerónimo Luis de Cabrera, en homenaje al lugar de nacimiento de los padres de Luisa (Gonzalo Martel de la Puente y Guzmán y Francisca de Mendoza de los Ríos), Córdoba de Andalucía (España).

## Biografía[4]
Fue hija de Gonzalo Martel de la Puente y Guzmán, señor de Almonaster, regidor de Panamá, gobernador y capitán general de Tierra Firme y de Francisca de Mendoza de los Ríos, descendiente de la Casa del Infantado. Ambos nacieron en Córdoba de Andalucía (España).
En 1545 Luisa Martel de los Ríos fue llevada por sus padres con solo diez años de edad desde la provincia de Tierra Firme al Virreinato del Perú, en donde al cumplir los catorce años la unieron en primeras nupcias en el Cuzco el 24 de junio de 1549 con uno de los conquistadores, el capitán Sebastián Garcilaso de la Vega y Vargas (Badajoz, 1507-Cuzco, 1559), corregidor del Cuzco desde el 17 de noviembre de 1554 hasta alrededor de agosto de 1556. Tuvieron dos hijas, Blanca de Sotomayor y Francisca de Mendoza, que murieron en la niñez en el mes de mayo de 1560. Finalmente enviudó a los 24 años de edad de Sebastián en el año 1559.
Ese mismo año, Martel de los Ríos se casó en Cuzco con Don Jerónimo Luis de Cabrera, Alférez de la Real Armada en América, Corregidor y Justicia Mayor de Potosí; Gobernador del Tucumán en 1571 y fundador de Ica (Perú) y de la ciudad de Córdoba (Argentina).
Fruto del matrimonio entre Jerónimo Luis de Cabrera y Luisa Martel nacieron los siguientes cinco hijos:
- Miguel Jerónimo Luis II de Cabrera y Martel[16][17] (n. Cuzco, e/octubre y diciembre de 1560) fue conquistador del Tucumán y vecino fundador de la ciudad de Córdoba de la Nueva Andalucía, primer señor de la encomienda de Quilino, corregidor de Chilques y Masques, y quien al ser nombrado «Juez de Naturales del Cuzco» se casaría allí con Isabel de Morales.

- Pedro Luis de Cabrera y Martel[18][17] (Cuzco, ca. 1561-Córdoba, 1632) llegó a ser teniente de gobernador y corregidor de Córdoba, maestre de campo general, II señor de la encomienda de Quilino, alguacil mayor del Santo Oficio de la Inquisición, entre otros cargos.

- Gonzalo Martel de Cabrera[18][17][19][20] (Cuzco, ca. 1562-Córdoba, 12 de marzo de 1599) fue alférez real, maestre de campo general, señor de la encomienda de La Lagunilla en 1577, alcalde de segundo voto de Córdoba en 1585 y corregidor en 1596 de Larecaja en la provincia de Charcas,[19] que se casó con María de Garay, una hija de Juan de Garay e Isabel de Becerra y Contreras Mendoza.

- Petronila de la Cerda Cabrera y Martel[21] (n. gobernación del Tucumán, ca. 1573-Córdoba, diciembre de 1630) casada en Córdoba con el maestre de campo general Pedro González de Villarroel Maldonado, hijo del fundador del Tucumán y teniente de gobernador Diego de Villarroel, y con quien hubo sucesión. Petronila testó el 23 de noviembre del año de fallecimiento.

- Francisca Martel de Mendoza Cabrera[22] (n. gobernación del Tucumán, ca. 1574) se unió en matrimonio en la «Villa de La Plata» con Gonzalo de Soria y Osorio[23] (n. Soria, España) que había pasado a Sudamérica en 1570. Posteriormente el matrimonio se avecindaría en Córdoba.[23] Del enlace entre Francisca y Gonzalo hubo siete hijos: 1) Alonso. 2) Antonio de Soria y Osorio de Mendoza enlazado con Clara de Henestrosa. 3) Diego de Mendoza, fraile. 4) María. 5) Juana de Mendoza y Cabrera casada en Chile con el licenciado Cristóbal de Tovar. 6) Paula. 7) Catalina de Osorio y Mendoza unida en primeras nupcias con Juan Márquez de Mancilla.[24]

El 6 de julio, su esposo fundó formalmente Córdoba de la Nueva Andalucía, en honor a sus padres, nacidos en Córdoba de Andalucía (España). Mientras tanto, Luisa Martel de los Ríos y su familia permanecieron en Santiago del Estero, acompañada también de varias mujeres que integraban la expedición. En enero de 1574 arribó a Córdoba junto a mujeres y niños que poblaron la nueva ciudad.
Fallecido Cabrera, comenzó sus demandas a las autoridades virreinales por el reconocimiento de sus bienes. Martel de los Ríos se trasladó a Santiago junto a sus cinco hijos y luego a Charcas.

## Reconocimientos

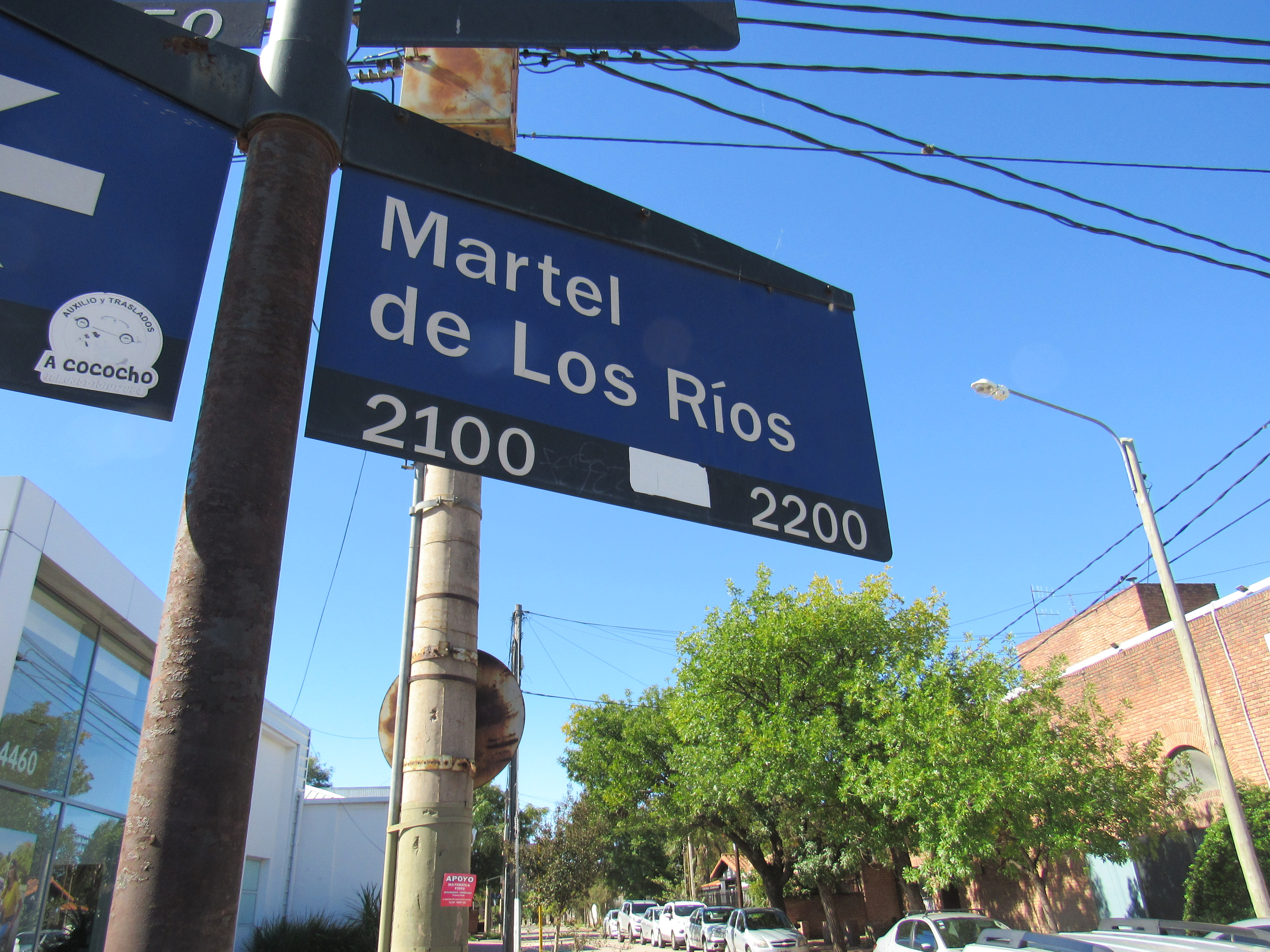
Calle Martel de Los Ríos en la ciudad de Córdoba, Argentina

El nombre de la ciudad de Córdoba (Argentina) fue en honor a la ciudad de origen de los padres de Luisa Martel de los Ríos.
Una calle en esta misma ciudad lleva su nombre, ubicada en el Barrio Villa Centenario.